# Rishikesh
Rishikesh (o Rikhikesh) è una suddivisione dell'India, classificata come municipal board, di 59.671 abitanti, situata nel distretto di Dehradun, nello stato federato dell'Uttarakhand. In base al numero di abitanti la città rientra nella classe II (da 50.000 a 99.999 persone).

## Geografia fisica
La città è situata a 30° 7' 0 N e 78° 19' 0 E e ha un'altitudine di 356 m s.l.m..

## Società

### Evoluzione demografica
Al censimento del 2001 la popolazione di Rishikesh assommava a 59.671 persone, delle quali 33.186 maschi e 26.485 femmine. I bambini di età inferiore o uguale ai sei anni assommavano a 7.267, dei quali 3.858 maschi e 3.409 femmine. Infine, coloro che erano in grado di saper almeno leggere e scrivere erano 44.639, dei quali 26.689 maschi e 17.950 femmine.

## Curiosità

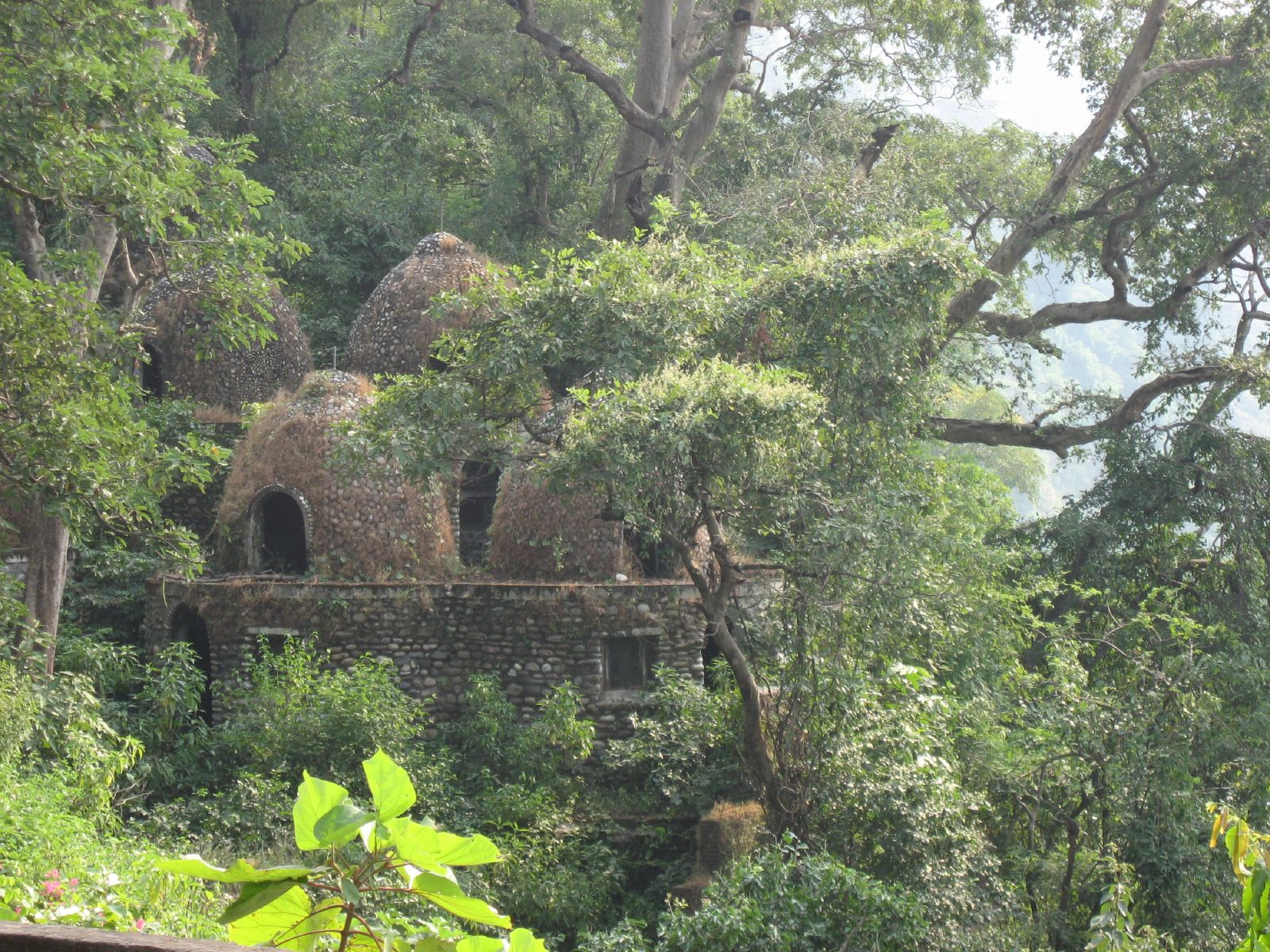
Camere di meditazione al vecchio Maharishi Mahesh Yogi Ashram, ora museo, a Muni Ki Reti.

- Nel febbraio 1968, fu meta di un viaggio dei Beatles, dove il gruppo britannico studiò la Meditazione Trascendentale al seguito del guru indiano Maharishi Mahesh Yogi, che vi aveva un ashram.